# Єльцовка (Шипуновський район)
Єльцо́вка (рос. Ельцовка) — село у складі Шипуновського району Алтайського краю, Росія. Адміністративний центр Єльцовської сільської ради.

## Населення
Населення — 644 особи (2010; 776 у 2002).
Національний склад (станом на 2002 рік):
- росіяни — 97 %